# برتولد، مرزدار بادن
برتولد، مرزدار بادن (انگلیسی: Berthold, Margrave of Baden; ۲۴ فوریهٔ ۱۹۰۶ – ۲۷ اکتبر ۱۹۶۳) اهل آلمان بود. وی رابطه خویشاوندی با شاهزاده فیلیپ، دوک ادینبرو داشت.